# Blue Eyes Crying In the Rain
Blue Eyes Crying In the Rain — пісня Віллі Нельсона, випущена 1975 року. Вийшла в альбомі Red Headed Stranger, а також як сингл.
Ця пісня потрапила до списку 500 найкращих пісень усіх часів за версією журналу Rolling Stone.